# Gerswith I.
Gerswith I. (* unbekannt; † 30. Dezember unbekannt), auch Gerswid, Gersuit oder Gerswida genannt, gilt zusammen mit dem späteren Hildesheimer Bischof Altfrid (* um 800; † 15. August 874) als Gründerin des Stifts Essen und wurde um das Jahr 850 zur ersten Äbtissin ernannt.

## Leben
Über Gerswith I. sind nur wenige Informationen überliefert. Dies hat den Grund, dass die Quellenlage zu Frauengemeinschaften aus der Zeit des Frühmittelalters allgemein als sehr schlecht gilt. Hinzu kommt auch, dass im Jahr 946 ein großer Brand in Essen, neben vielen Gebäuden der Kommunität, auch das Urkundenarchiv zerstört hat. Dadurch kam es zum Verlust sämtlicher Urkunden mit Bezug auf Gerswith I.
Während ihr Alter, Geburtsdatum und Sterbejahr ungeklärt bleiben, ist es sicher, dass ihr Todestag an einem 30. Dezember gewesen sein muss. Dies geht zum einen aus dem Brüsseler Äbtissinenkatalog hervor. Zum anderen wird der Tag auch in einer aus dem 17. Jahrhundert erhaltenen Abschrift von ihrer Grabinschrift mit „obiit 3. calend januarii“ festgehalten, was frei übersetzt „Er/Sie starb am 30. Dezember“ bedeutet.
Der Essener Äbtissinenkatalog von Otto Seemann gibt den Vater von Gerswith I. mit dem Namen Ovo und ihre Mutter mit dem Namen Richeit an. Gleichzeitig wird sie darin als Schwester des heiligen Altfrids bezeichnet. Diese Angaben lassen sich aufgrund der derzeitigen Quellenlage nicht bestätigen. Die Sakramentarhandschrift Düsseldorf D1, das älteste Memorialzeugnis des Essener Konventes, legt durch eine Liste der Lebenden und Toten innerhalb des Stiftes zumindest ein Verwandtschaftsverhältnis mit Altfrid nahe, jedoch ohne weitere Spezifikationen hinsichtlich eines Geschwisterverhältnisses. In der Geschichtswissenschaft wird sie dementsprechend nur als Verwandte betitelt und stammt somit ebenfalls, wie Altfrid, aus einer sächsischen Adelsfamilie.
Ihre Amtszeit kann nur vage zwischen 845 und 865 angegeben werden, weil auch die Stiftsgründung aufgrund des Brandes nicht eindeutig zu datieren ist. Nachdem sie zur Äbtissin ernannt worden war, war sie für die Betreuung sämtlicher Besitzungen des Klosters zuständig und hatte die Verantwortung, dass durch die Erfüllung des Gebetsgedenkens das Seelenheil sichergestellt wird. Für die Liudolfinger war das neu gegründete Frauenstift unter Gerswith I. sehr attraktiv, unter anderem aufgrund von Altfrids reicher Besitzausstattung. Anhand der Sakramentarhandschrift D1 zählte der Stift in den ersten Jahren 71 Frauen.
Hinsichtlich Gerswiths I. Begräbnisstätte existieren zwei Theorien. Die erste legt ein Begräbnis beim Essener Münster nahe, da ein Großteil der zukünftigen Äbtissinnen ebenfalls hier beigesetzt wurden. Es fehlen hierfür jedoch Angaben zum Ort der Beisetzung auf dem Kirchengelände. Die zweite geht davon aus, dass Gerswith I in der Quintinskapelle begraben wurde, dem ältesten Essener Gotteshaus. Dies lässt sich in der Vorschrift des Liber Ordinarius feststellen, wo eine Kanonisse erst in der Quintinskapelle und anschließend, im Verlauf einer Begräbniszeremonie, vor dem Stiftergrab aufgebahrt werden sollte. In wissenschaftlichen Publikationen wird meist dieser Ort als Grablege angegeben.

## Gründungsdiskurs
Gerswiths I. Anteil an der Stiftsgründung wird in der Geschichtswissenschaft weiterhin debattiert. Bis ins Spätmittelalter wird anhand von zwei Urkunden des römisch-deutschen Kaisers Otto I. die Stiftsgründung in der Essener Selbstdarstellung maßgeblich dem Hildesheimer Bischof Altfrid zugeschrieben. In vergleichbaren Gründungsprozessen von Konventen, z. B. von Gandersheim, sind hingegen mehrere Personenkreise beteiligt, welche dabei ihre eigenen Interessen verfolgten. Das neben Altfrid auch Gerswith I an der Stiftsgründung mitwirkte, wird durch den Fund der Abschrift ihrer Grabinschrift deutlich:
1. Latein: „Quisquis in hoc templo Christum reverenter adorat, Sit simul ipse memor Gersuuidae istic tumulatae. Haec aliis dives, pauper sibi rebus, alumnis Prima monasterium fundans erexerat istud. Exemplisque regens sanctis monumenta reliquit. Clara sui, rerum lucris et dogmate morum Obii III. Calend. Januarii“.[12]
2. Deutsch: „Wer auch immer in diesem Tempel Christus verehrungsvoll anbetet, Sei zugleich eingedenk der hier begrabenen Gerswid. Diese war anderen gegenüber freigiebig, für sich selbst arm an Besitz. Für die Zöglinginnen gründete sie als Erste das Stift und hatte es errichten lassen. Sie leitete es mit vorbildlichen Beispielen und hinterließ Zeugnisse, Glänzende ihrer selbst für den Vorteil der Dinge und die Lehre der Sitten. Sie starb am 30. Dezember“.[13]

Die Inschrift betitelt Gerswith I. dabei als prima monasterium fundans und somit als Gründerin des Stifts.
Aufgrund der Grabinschrift nehmen einige wenige Historiker an, dass Gerswith I. die alleinige Gründerin sei und Altfrid gänzlich am Gründungsprozess unbeteiligt gewesen wäre. Dagegen spräche ein Vergleich mit anderen Stiftsgründungen in Sachsen während des 9. und 10. Jahrhunderts. Diese sind fast ausschließlich auf die Initiativen von adeligen Gruppen und nicht auf ein einzelnes Individuum zurückzuführen. Auch die Tatsache, dass Altfrid als Hildesheimer Bischof seine letzte Ruhe im Essener Münster gewährt und anschließend als Heiliger verehrt wurde, spricht für eine wesentliche Beteiligung beim Gründungsprozess des Frauenstiftes.
Anhand dessen deutet die Grabinschrift Gerswiths I. im historischen Kontext auf eine Familiengründung des Stifts gemeinsam mit Altfrid hin. Beide arbeiteten innerhalb einer sächsischen Adelsgruppe auf eine Stiftsgründung hinaus, um ihre Interessen des Totengedenkens durch eine religiöse Gemeinschaft zu verwirklichen. Ein solcher Gründungsprozess ist keine Seltenheit und so auch bei den Frauenstiften wie Lamspringe, Gandersheim oder Gernrode geschehen.

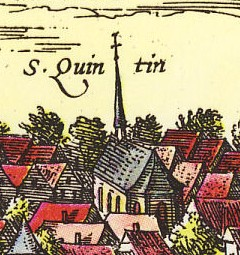
Ausschnitt aus der Stadtansicht Essens von Braun-Hogenberg von 1546: St. Quintin

## Gedenken
In der Essener Innenstadt erinnert die östlich vom Limbecker Platz und nördlich des Salzmarktes gelegene Gerswidastraße heute allein an die erste Äbtissin des Stifts Essen. Bis zum 13. Juni 1966 hieß sie II. Weberstraße und führt von der Kastanienallee in Richtung Süden hin zum Gänsemarkt.